# Mónica Cerda
Mónica María Cerda San Martín (Santiago, 11 de mayo de 1950) es una periodista y profesora chilena.
Estudió en la Pontificia Universidad Católica de Chile. Es directora de la Asociación Nacional de Mujeres Periodistas de Chile.
En 1995 fue galardonada con el Premio Lenka Franulic.